# متورقة عملاقة
المتورقة العملاقة (بالإنجليزية: Fasciola gigantica)‏ هي أحد أنواع المتورقات التي تصيب الكبد.

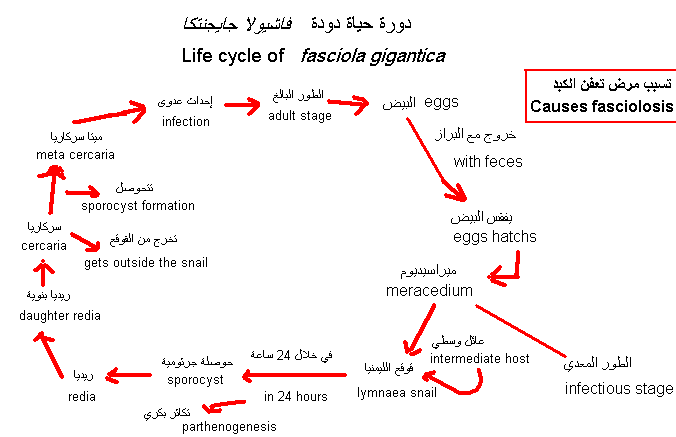
دورة حياة المتورقة العملاقة